# Wulf Rüdiger Brocke
Wulf Rüdiger Brocke (* 3. Juni 1946 in Nortorf) ist ein ehemaliger deutscher Politiker (CDU) in Hamburg und Lübeck.

## Ausbildung und berufliche Tätigkeiten
Brocke machte nach seinem Studium, welches er mit dem Titel Diplom-Sozialwirt abschloss, eine Ausbildung zum Redakteur bei der Zeitung Die Welt.

## Politische Laufbahn
Während seines Studiums war Brocke Anfang der 1970er Jahre Mitglied des Nationaldemokratischen Hochschul-Bundes. 1975 trat er in die CDU ein und wurde im selben Jahr Mitarbeiter des Fraktionsvorsitzenden in der Hamburgischen Bürgerschaft Jürgen Echternach. Ab 1978 war Brocke Fraktionsgeschäftsführer und nach der Bürgerschaftswahl im Juni 1982 Parlamentarischer Geschäftsführer der CDU-Bürgerschaftsfraktion. Von 1982 bis 1985 war Brocke selbst Abgeordneter der Hamburgischen Bürgerschaft, um nach seinem Ausscheiden aus der Bürgerschaft von 1985 bis 1987 Geschäftsführer der CDU-Fraktion in der Lübecker Bürgerschaft zu werden. Nach seinem Umzug nach Lübeck wurde er 1986 in die Lübecker Bürgerschaft gewählt, in welcher er bis 1990 blieb. Von 1987 bis 2001 war er Landesgeschäftsführer der Hamburger CDU. Er war
CDU-Wahlkampfleiter bei zahlreichen Bürgerschafts- und Bundestagswahlen in Hamburg. 2001 organisierte er den Bürgerschaftswahlkampf der CDU. Das Ergebnis ermöglichte es der Hamburger CDU und Ole von Beust, zusammen mit der Schill-Partei und der FDP, den SPD-Senat nach 44 Jahren abzulösen. Im Frühjahr zuvor hatte Brocke aus eigenem Entschluss seinen
Wechsel zur Konrad-Adenauer-Stiftung bekannt gegeben.
2001 wurde Brocke Leiter des Büros der Konrad-Adenauer-Stiftung in Sofia und wurde später Länderreferent dieser CDU-nahen Stiftung. Im Jahr 2005 wurde Brocke aus dieser Funktion ursprünglich zum CDU-Kandidaten für das Bürgermeisteramt in Lübeck gewählt, später jedoch von der CDU nicht aufgestellt. Im Spätsommer 2005 schied Brocke auf eigenen Wunsch bei der Konrad-Adenauer-Stiftung aus. Er ist Autor von zwei Büchern über seine Heimatstadt Nortorf und hat ein Buch über den Politiker Jürgen Echternach verfasst.
2009 gründete er die „Schule der Demokratie“ in Sofia (Bulgarien).

## Veröffentlichungen
- Nortorfer Skizzen – Geschichte und Geschichten aus 100 Jahren Stadt Nortorf, Eigenverlag
- Die Geheimnisse von Nortorf, Eigenverlag
- Bewegte Wasser. Der Politiker Jürgen Echternach. Brocke documents, Hamburg/Lübeck 2009.
- Kompliment Sandro! Die schönsten Reisegeschichten aus Florenz von Hermann Baer, Eigenverlag 2012
- Fragen Sie Frau Gurkels! Elvira Gurkels weiß Rat, Ahorner Herzblatt-Verlag 2012